# Konan (prénom)
Pour les articles homonymes, voir Konan.
Konan (« Kɔnan ») est un prénom akan (particulièrement baoulé), devenu aussi patronyme. Il s'applique à un garçon né le mercredi chez les Baoulé, le mardi chez les autres groupes akan. Le prénom correspondant pour les filles est Amenan (« Amlan »). Il correspond aux prénoms Kablan, Kobénan, Kwabená… employés dans d'autres langues akan pour les garçons nés un mardi.

## Célébrités portant le prénom
- Pour l'ensemble des articles sur les personnes portant ce prénom, consulter :
  - la liste des articles dont le titre commence par ce prénom
  - les listes produites par Wikidata : Liste des personnes de prénom « Konan » — même liste en incluant les éventuels prénoms composés qui contiennent « Konan ».
- Charles Konan Banny (1942-2021) , économiste et Premier ministre par intérim de la Côte d'Ivoire de décembre 2006 à mars 2007.
- Henri Konan Bédié (1934-2023), second président de la Côte d'Ivoire et actuel président du PDCI-RDA.
- Kouadio Konan Bertin (1968), homme politique ivoirien.